# Njemačka ženska vaterpolska reprezentacija
Njemačka ženska vaterpolska reprezentacija. Sudjelovala je na EP 2010.

## Najbolji rezultati
- bronca na EP 1985.
- 6. na svijetu 1986.
- 4. na EP 1987.
- 6. na svijetu 1991.
- 7. na EP 2006.
- 7. na EP 2008.

## Nastupi na velikim natjecanjima

### Europska prvenstva
- 1985.:  bronca
- 1987.: 4. mjesto
- 1989.: 5. mjesto

- 1991.: 6. mjesto
- 1993.: 6. mjesto
- 1995.: 7. mjesto
- 1997.: 6. mjesto
- 1999.: 7. mjesto
- 2001.: 7. mjesto
- 2003.: 7. mjesto
- 2006.: 7. mjesto
- 2008.: 7. mjesto
- 2010.: 7. mjesto
- 2012.: 8. mjesto
- 2016.: 8. mjesto
- 2018.: 8. mjesto
- 2020.: 11. mjesto

## Sastav na EP 2010.
| Ime i prezime      | Klub                  |
| ------------------ | --------------------- |
| Claudia Blomenkamp | SV Bayer Uerdingen 06 |
| Katrin Dierolf     | SV Blau-Weiß Bochum   |
| Carmen Gelse       | Hannoverscher SV 1892 |
| Hanna Hanholz      | SV Blau-Weiß Bochum   |
| Svea Jägersberg    | SV Blau-Weiß Bochum   |
| Claudia Kern       | SV Bayer Uerdingen 06 |
| Theresa Klein      | SG Neukölln Berlin    |
| Monika Kruszona    | SV Blau-Weiß Bochum   |
| Lina Rohe          | SV Blau-Weiß Bochum   |
| Mariam Salloum     | SG Neukölln Berlin    |
| Anja Seyfert       | SV Bayer Uerdingen 06 |
| Tatjana Steinhauer | Hannoverscher SV 1892 |
| Mandy Zöllner      | Hannoverscher SV 1892 |
| René Reimann       |                       |